# Carex limosa
Carex limosa L. es una especie de planta herbácea de la familia de las ciperáceas.

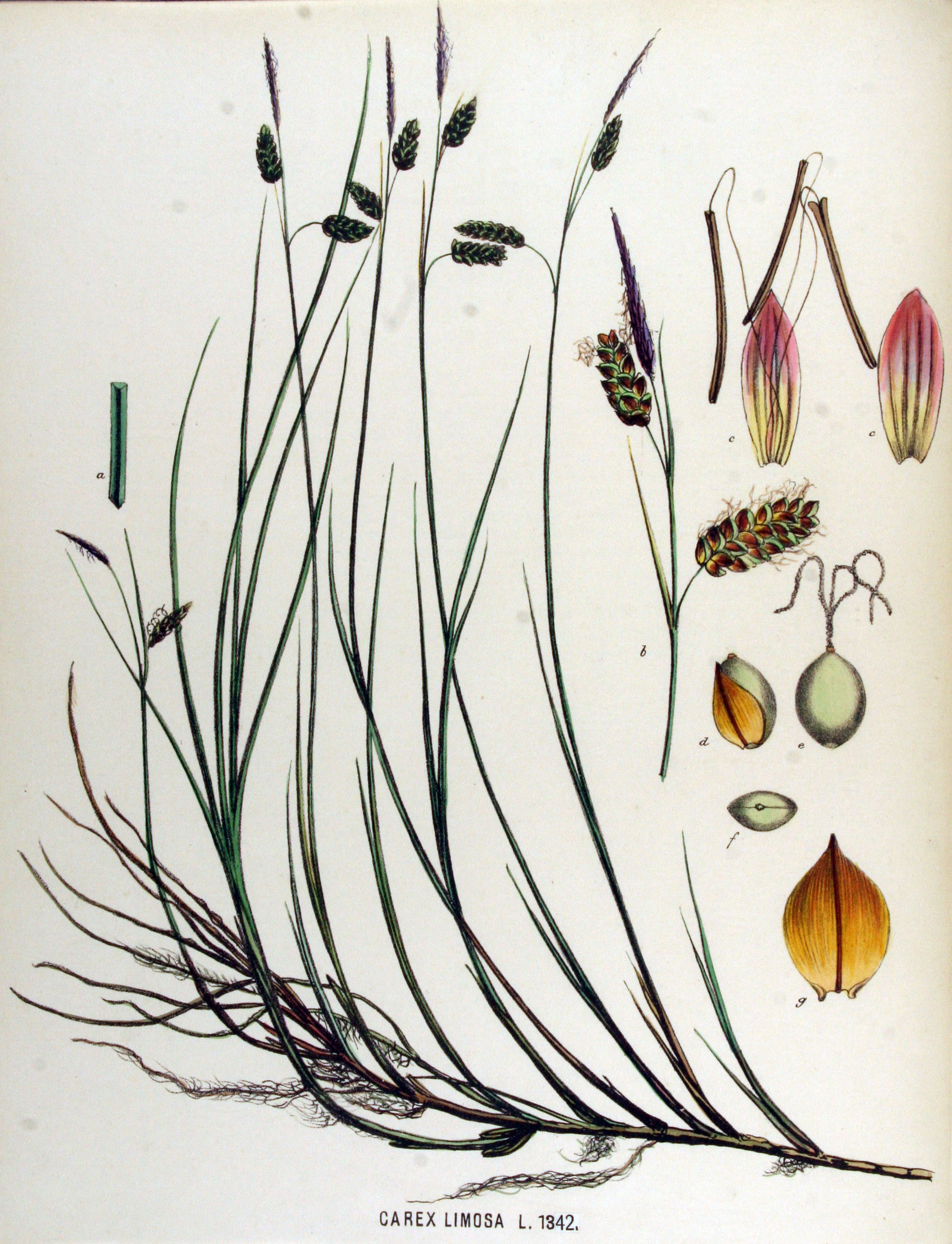
Ilustración

## Hábitat y distribución
Esta es una juncia acuática o de tierra  que la mayoría de las veces se encuentran en las turberas en las montañas.  Se distribuye en toda América del Norte y Eurasia. 

## Descripción
Esta juncia tiene grandes rizomas y raíces peludas. Produce un tallo que, generalmente, es poco menos de medio metro de altura y tiene unas pocas hojas basales, que son largas.  La punta de la raíz está a menudo ocupada por una espiguilla masculina, y por debajo de este se bloquea una o más espiguillas femeninas.  Cada fruto tiene pocos milímetros de largo y en forma de pala.

## Taxonomía
Carex limosa fue descrita por  Carlos Linneo y publicado en Species Plantarum 2: 977. 1753.
Etimología
Ver: Carex
limosa; epíteto latino  que significa "limosa". 
Sinonimia
- Trasus limosus (L.) Gray 1821
- Facolos limosa (L.) Raf. 1840
- Carex elegans Willd. 1787
- Carex limosa var. oblonga Dewey 1826
- Carex laxa Dewey (1834), nom. illeg.
- Carex limosa var. painei Dewey 1836
- Carex limosa f. pauciflora Asch. 1864
- Carex limosa f. stans Bolle 1865
- Carex glaucocarpa St.-Lag. in Cariot 1889
- Carex limosa f. laxiformis Lackow. 1903
- Carex limosa f. robustior Lackow. 1903
- Carex limosa var. fuscocuprea Kük. in Engl. (ed.) (1909).
- Carex fuscocuprea (Kük.) V.I.Krecz. in Kom. (ed.) (1935).[2]